# Beyonder
De Beyonder is een personage uit de strips van Marvel Comics. Hij werd bedacht door Jim Shooter, Mike Zeck en John Beatty als personage voor de Secret Wars miniserie uit 1984. Hij kreeg pas een fysieke vorm in Secret Wars II #1. Deze fysieke vorm werd bedacht door Shooter, Al Milgrom en Steve Leialoha.

## Publicatiegeschiedenis
De Beyonder was een controversieel personage onder de bedenkers. Veel vonden dat Jim Shooter zijn positie als hoofdredacteur had misbruikt om schrijvers te dwingen dit almachtige personage te gebruiken. Een van de grootste critici was John Byrne.
Blijkbaar wilde Steve Englehart de Beyonder onderdeel laten worden van een aantal andere personages genaamd de Beyonders (voor het eerst genoemd in de team-up strip Marvel Two-in-One #63) voor zijn "Secret Wars III' verhaal in Fantastic Four #318-319. Volgens Englehart had een van de redacteuren zelfs zo'n hekel aan het personage dat hij hem uit het Marvel Universum wilde verwijderen. Englehart deed dit, maar liet het personage met stijl vertrekken. De Beyonder werd minder machtig dan eerst. In de verhaallijn Secret Wars III werd bevestigd dat de Beyonder in feite een Cosmic Cube was die ooit zijn eigen dimensie had. Zijn naam was afgeleid van de Beyonders.

## Biografie

### Secret Wars
De Beyonder was de optelsom van een aantal zakdimensies (pocket dimensions) genaamd het “Beyond-Realm” of simpelweg “Beyond” (letterlijk vertaald: voorbij). Vandaar ook de naam Beyonder. Deze dimensie werd per ongeluk ontdekt en geopend door de lab medewerker Owen Reece. Een deel van de energie van de dimensie ontsnapte en ging over op Reece, die hierdoor de superschurk Molecule Man werd, een van de sterkere schurken uit Marvel Comics. De rest van de energie werd op een of andere manier zelfbewust.
Met zijn krachten maakte de Beyonder een planeet genaamd de "Battleworld" uit de resten van verschillende planeten. Daarna ontvoerde hij een groot aantal superhelden en schurken van de Aarde om de eeuwige strijd tussen goed en kwaad gade te slaan.
De naam Beyonder werd bedacht door Galactus en al snel overgenomen door iedereen. Galactus voelde dat de Beyonder zijn honger naar energie kon stillen, en drong zijn dimensie binnen. Hij werd gevolgd door Dr. Doom die de kracht van de Beyonder voor zijn eigen redenen wilde. Doom gebruikte het lichaam van de schurk Klaw om de kracht van de Beyonder te stelen. Tot ieders verbazing maakte Doom bekend dat hij zijn ambities voor veroveringen had opgegeven, en enkel zijn moeders ziel wilde bevrijden van Mephisto. De Beyonders bewustzijn nam echter bezit van Klaw en manipuleerde Doom tot het onbewust aanvallen van de superhelden. Dit leidde hem lang genoeg af voor de Beyonder om zijn krachten terug te stelen.
Dit alles vormde de basis van de twaalfdelige miniserie Secret Wars. De serie was een groot succes.

### Secret Wars II
Vanwege het succes van de Secret Wars serie werd een tweede Secret Wars serie gemaakt, de negen delen tellende Secret Wars II serie. Deze serie was een cross-over tussen bijna elke stripserie die Marvel op dat moment publiceerde.
In de serie kwam de Beyonder naar de Aarde omdat hij onder de indruk was van wat hij had gezien gedurende de eerste Secret Wars. Hij mengde zich onder de mensen om hen te bestuderen. In die tijd gaf hij zichzelf een menselijk lichaam, gemodelleerd naar dat van Captain America.
De Beyonder ontmoette de mutant Boom Boom. In de veronderstelling dat hij ook een mutant was nam Boom Boom hem meer naar Xaviers school. Daar vocht hij onder andere tegen de X-Men en New Mutants teams. De Beyonder nam Boom Boom mee naar een planeet waar de Celestials gelokaliseerd waren. Hij bevocht en versloeg een aantal Celestials. Boom Boom eiste dat hij haar terug naar de Aarde zou brengen. Eenmaal daar waarschuwde ze de Avengers en andere superhelden. Omdat de Beyonder Boom Boom als zijn enige vriend beschouwde, liet hij zich verslaan door de Avengers en vertrok.
Zijn onwetendheid over de menselijke biologie en samenleving leidde tot verschillende lastige situaties. Hij werd onder andere lid van een crimineel kartel, en gebruikte gedachtebeheersing om de hele Aarde in zijn macht te krijgen. Dat laatste hief hij weer op toen hij gefrustreerd werd door het gebrek aan vrije wil in de wereld. Zijn lichaam werd meerdere malen vernietigd of bijna vernietigd, maar hij herstelde zichzelf elke keer.
Gedurende de serie zette de demon Mephisto zijn zinnen op de Beyonders kracht. De Beyonder stierf uiteindelijk toen hij zichzelf een sterfelijk lichaam probeerde te geven dat zijn almachtige krachten kon beheersen. Hij werd gedurende het creatieproces gedood door Molecule Man. De energie die hierbij vrij kwam keerde terug naar zijn oorspronkelijke plaats: het Beyond-Realm. Daar creëerde het een Big Bang en vormde een nieuw universum.

### Kosmos & Maker
Het verhaal van de Beyonder werd een aantal jaar later voortgezet in een deel van de Fantastic Four stripserie getiteld "Secret Wars 3". De Fantastic Four ontdekken dat de energie van de Beyonder en de energie die over is gegaan op Molecule Man moeten worden gecombineerd om de basis voor een mentaal stabiel bijna almachtig wezen te vormen. Dit wezen, genaamd Kosmos, ontnam Molecule Man zijn krachten. Kosmos werd begeleid door Kubik.
Op een onbekend moment draaide Kosmos door en nam een sterfelijke vorm aan. Hij noemde zichzelf nu “the Maker”. Hij vernietigde een Shi'ar kolonie, waarna de Imperial Guard hem opsloot in een gevangenis genaamd de Kyln. Hier werd hij geconfronteerd door Thanos, die zijn geest uitschakelde.
Blijkbaar had Thanos de Beyonder in het verleden al eerder ontmoet, maar hoe dit kan is niet duidelijk aangezien Thanos dood was ten tijde van de Secret Wars II (een verklaring is dat de Beyonder door de tijd kan reizen). Een andere verklaring is het feit dat Thanos de eerste maal dat hij almachtigheid nastreefde hij gebruik maakte van een cosmic kube. Wellicht is de Beyonder hieruit voortgekomen.

### Beyond! en Annihilation
De Beyonder leek terug te keren in een serie die naar hem was vernoemd, Beyond!. Dit wezen werd “Beyonder” genoemd in het tweede deel van de serie. Deze Beyonder had wederom een Battleworld waar hij verschillende supermensen tegen elkaar liet vechten. Uiteindelijk bleek deze Beyonder in werkelijkheid De Stranger te zijn, die via reconstructies van de oorspronkelijke Secret Wars supermensen wilde bestuderen.
In de crossover getiteld "Annihilation" ontdekt de Fallen One, een voormalige dienaar van Galactus, het levenloze lichaam van de Beyonder. Maar gezien zijn oorsprong als een Cosmic Cube en het feit dat hij eerder is gestorven maakt het onwaarschijnlijk dat hij werkelijk dood is.

## Krachten en vaardigheden
Hoewel hij uit een andere dimensie komt, is de Beyonder een van de sterkste wezens die er bestaan in het Marvel Universum. Hij is echter niet almachtig zoals velen denken, aangezien hij een incomplete Cosmic Cube is. Desondanks kon hij materie en energie manipuleren op kosmisch niveau. Hij vernietigde ooit een melkwegstelsel voor de eerste Secret Wars. Hij kon zichzelf verder onbeperkte kracht en uithoudingsvermogen geven. Hij had tevens de potentie om alwetendheid te bereiken, maar stierf voordat het zover was.

## In andere media
De Beyonder verscheen in het laatste seizoen van de animatieserie Spider-Man: The Animated Series. Zijn uiterlijk werd echter sterk veranderd voor de serie, en hij is meer een goed dan kwaad persoon in de serie.
De Beyonder verscheen voor het eerst in de aflevering "Arrival", waarin hij samen met Madame Web de secret wars doet ontstaan om Spider-Man uit te testen. Na zich te hebben bewezen onthuld de Beyonder dat de slechte Spider-Carnage het gehele Multiversum zal vernietigen met een bom. Dit was al eens gebeurd, maar de Beyonder draaide met zijn krachten de tijd terug om Spider-Carnage te stoppen. Hij laat de Spider-Man uit verschillende realiteiten verzamelen om Spider-Carnage te stoppen.